# Sevofluran
Sevoflurane là một methyl isopropyl ether có mùi thơm ngọt, không dễ cháy, được sử dụng như một thuốc gây mê đường hô hấp để gây mê và duy trì gây mê toàn thân. Sau desflurane, nó là thuốc gây mê bay hơi với khởi phát và bù nhanh nhất.

## Sử dụng trong y tế
Đây là một trong những chất gây mê dễ bay hơi được sử dụng phổ biến nhất, đặc biệt là gây mê ngoại trú, ở mọi lứa tuổi, cũng như trong thú y. Cùng với desflurane, Sevoflurane đang thay thế isoflurane và halothane trong gây mê hiện đại. Nó thường được dùng trong hỗn hợp oxit nitơ và oxy.
Sevoflurane có một hồ sơ an toàn tuyệt vời, nhưng đang được xem xét về độc tính thần kinh tiềm ẩn, đặc biệt có liên quan đến chính quyền ở trẻ sơ sinh và trẻ em, và các báo cáo hiếm gặp tương tự như nhiễm độc gan halothane.  Sevoflurane là tác nhân được ưa thích để gây cảm ứng mặt nạ do ít gây kích ứng với màng nhầy.
Sevoflurane được phát hiện bởi Ross Terrell  và độc lập bởi Bernard M Regan. Một báo cáo chi tiết về sự phát triển và tính chất của nó xuất hiện vào năm 1975 trong một bài báo của Richard Wallin, Bernard Regan, Martha Napoli và Ivan Stern. Nó được đưa vào thực hành lâm sàng ban đầu tại Nhật Bản vào năm 1990 bởi Maruishi Pharmaceutical Co., Ltd. Osaka, Nhật Bản. Các quyền đối với Sevoflurane trên toàn thế giới đã được AbbVie nắm giữ. Nó hiện có sẵn như là một loại thuốc chung chung.
Sevoflurane là thuốc gây mê dạng hít thường được sử dụng để đưa trẻ ngủ vào phẫu thuật.  Trong quá trình thức dậy từ thuốc, nó đã được biết là gây kích động và mê sảng.  Không rõ liệu điều này có thể được ngăn chặn.

## Tác dụng phụ
Các nghiên cứu kiểm tra một mối quan tâm về sức khỏe đáng kể hiện nay, độc tính thần kinh gây mê (bao gồm cả Sevoflurane, và đặc biệt là với trẻ em và trẻ sơ sinh) là "đầy phiền toái, và nhiều người bị thiếu sức mạnh về mặt thống kê", và do đó được cho là cần thêm "dữ liệu... hoặc hỗ trợ hoặc bác bỏ kết nối tiềm năng ".
Mối quan tâm về sự an toàn của gây mê đặc biệt nghiêm trọng đối với trẻ em và trẻ sơ sinh, trong đó bằng chứng tiền lâm sàng từ các mô hình động vật có liên quan cho thấy các tác nhân quan trọng trên lâm sàng, bao gồm Sevoflurane, có thể gây độc thần kinh cho não đang phát triển, và do đó gây ra các bất thường về thần kinh trong thời gian dài; hai nghiên cứu lâm sàng quy mô lớn (PANDA và GAS) đã được tiến hành vào năm 2010, với hy vọng cung cấp "thông tin quan trọng" về tác dụng phát triển thần kinh của gây mê toàn thân ở trẻ sơ sinh và trẻ nhỏ, bao gồm cả việc sử dụng Sevoflurane.

## Dược lý
Cơ chế chính xác của hành động của thuốc gây mê nói chung chưa được phác họa. Sevoflurane hoạt động như một bộ điều biến biến cấu dương tính của thụ thể GABA A trong nghiên cứu điện sinh lý học của tế bào thần kinh và thụ thể tái tổ hợp. Tuy nhiên, nó cũng hoạt động như một chất đối vận thụ thể NMDA, tăng cường dòng thụ thể glycine,  và ức chế dòng nAChR  và 5-HT 3.

## Tính chất vật lý
| Điểm sôi:                 | 58,6 °C               | (ở 101.325 kPa) |  |
| Mật độ:                   | 1,517 – 1,522 g / cm³ | (ở tuổi 20 °C)  |  |
| MAC:                      | 2,1 %%                |                 |  |
| Trọng lượng phân tử:      | 200 u                 |                 |  |
| Áp suất hơi:              | 157 mmHg (20,9 kPa)   | (ở tuổi 20 °C)  |  |
|                           | 197 mmHg (26.3 kPa)   | (ở 25 °C)       |  |
|                           | 317 mmHg (42,3 kPa)   | (ở tuổi 36 °C)  |  |
| Máu: Hệ số phân chia khí: | 0,68                  |                 |  |
| Dầu: Hệ số phân chia khí: | 47                    |                 |  |